# MIN Test Framework
MIN Test Framework – framework do implementacji i uruchamiania testów w systemie Linux. Framework powstał w 2008 roku z inicjatywy Nokii i był rozwijany w ramach projektu Maemo.

## Cechy
MIN dostarcza trzy interfejsy do uruchamiania testów:
- MIN ConsoleUI – interfejs tekstowo-okienkowy oparty na ncurses.
- MIN Command line interface – pozwala na uruchamianie testów bezpośrednio z wiersza poleceń.
- MIN External Interface – może być wykorzystany do uruchamiania testów z zewnętrznego systemu.

MIN Test Framework zawiera także:
- predefiniowane moduły do testów skryptowych (np. Lua scripter),
- opcjonalny moduł do implementacji testów w języku Python,
- test module wizard do tworzenia kilku typów modułów,
- narzędzia do ułatwienia implementacji modułów (np. MIN logger, MIN parser).